# Vimeiro (Alcobaça)
Vimeiro is een plaats (freguesia) in de Portugese gemeente Alcobaça en telt 2 112 inwoners (2001).